# Społeczność Chrześcijańska w Krakowie
Społeczność Chrześcijańska w Krakowie – dawny zbór Kościoła Chrystusowego w RP działający w Krakowie.

## Historia
Działalność zboru Wspólnoty Kościołów Chrystusowych w RP w Krakowie została zainaugurowana podczas uroczystości mającej miejsce 6 listopada 2005 w sali Centrum Kultury „Rotunda”, która zgromadziła ponad 400 osób, w tym około 200 gości spoza miasta. Obecny był na niej m.in. prezbiter naczelny WKCh Andrzej W. Bajeński, jak również przedstawiciele miejscowych zborów ewangelikalnych.
Kolejne nabożeństwa odbywały się w sali konferencyjnej Domu Studenckiego „Krakowiak”, mogącej pomieścić około 100 uczestników. Pierwsze z nich miało miejsce 13 listopada 2005 i zgromadziło 38 wiernych, w tym dziewięcioro dzieci.  W następnym nabożeństwie liczba dorosłych uczestników wzrosła do 34 osób. Prowadzone były również spotkania w ramach grup domowych, które przeznaczone były dla studentów, małżeństw i młodych rodzin.
W późniejszych latach prowadzenie nabożeństw zostało przeniesione do pomieszczeń Centrum Edukacji „Graceland” przy ul. Babińskiego 4/1. Funkcję pełniącego obowiązki pastora zboru sprawował Tomasz Rawicz-Mikułowski.
Następnie działalność zboru ograniczała się do prowadzenia spotkań wspólnotowych przy Centrum Edukacji „Graceland”.